# Matthias de l'Obel
Matthias de l'Obel nebo také Matthaeus Lobelius (1538 Lille – 3. března 1616 Londýn) byl vlámský botanik a lékař.
Narodil se v Lille, které tehdy patřilo k Flanderskému hrabství. Vystudoval Univerzitu v Montpellieru, kde byl jeho oblíbeným učitelem Guillaume Rondelet. Provozoval lékařskou praxi v Antverpách, Delftu, Middelburgu a Londýně, byl dvorním lékařem Viléma I. Oranžského i Jakuba I. Stuarta. Také se staral o bylinkářskou zahradu v Hackney.
Stejně jako Carolus Clusius a Rembert Dodoens patřil k „vlámské škole botaniků“, kteří získali značnou proslulost, v důsledku osmdesátileté války však museli žít v zahraničí. Zabýval se biologickou klasifikací rostlin, které jako první rozdělil na jednoděložné a dvouděložné. Je autorem spisů Stirpium adversaria nova (ve spolupráci s Pierrem Penou) a Plantarum seu stirpium historia, kde popsal více než dva tisíce druhů. Má autorskou zkratku Lobel.
Charles Plumier po něm v roce 1703 pojmenoval rod lobelka. Jeden poddruh kýchavice bílé má podle něj název Veratrum album subsp. lobelianum, podle některých autorů samostatný druh Veratrum lobelianum.
Jeho zetěm byl farmaceut John Wolfgang Rumler.